# Hirudinella ampullacea
Hirudinella ampullacea är en plattmaskart. Hirudinella ampullacea ingår i släktet Hirudinella och familjen Hirudinellidae. Inga underarter finns listade i Catalogue of Life.